# Llei de Zipf

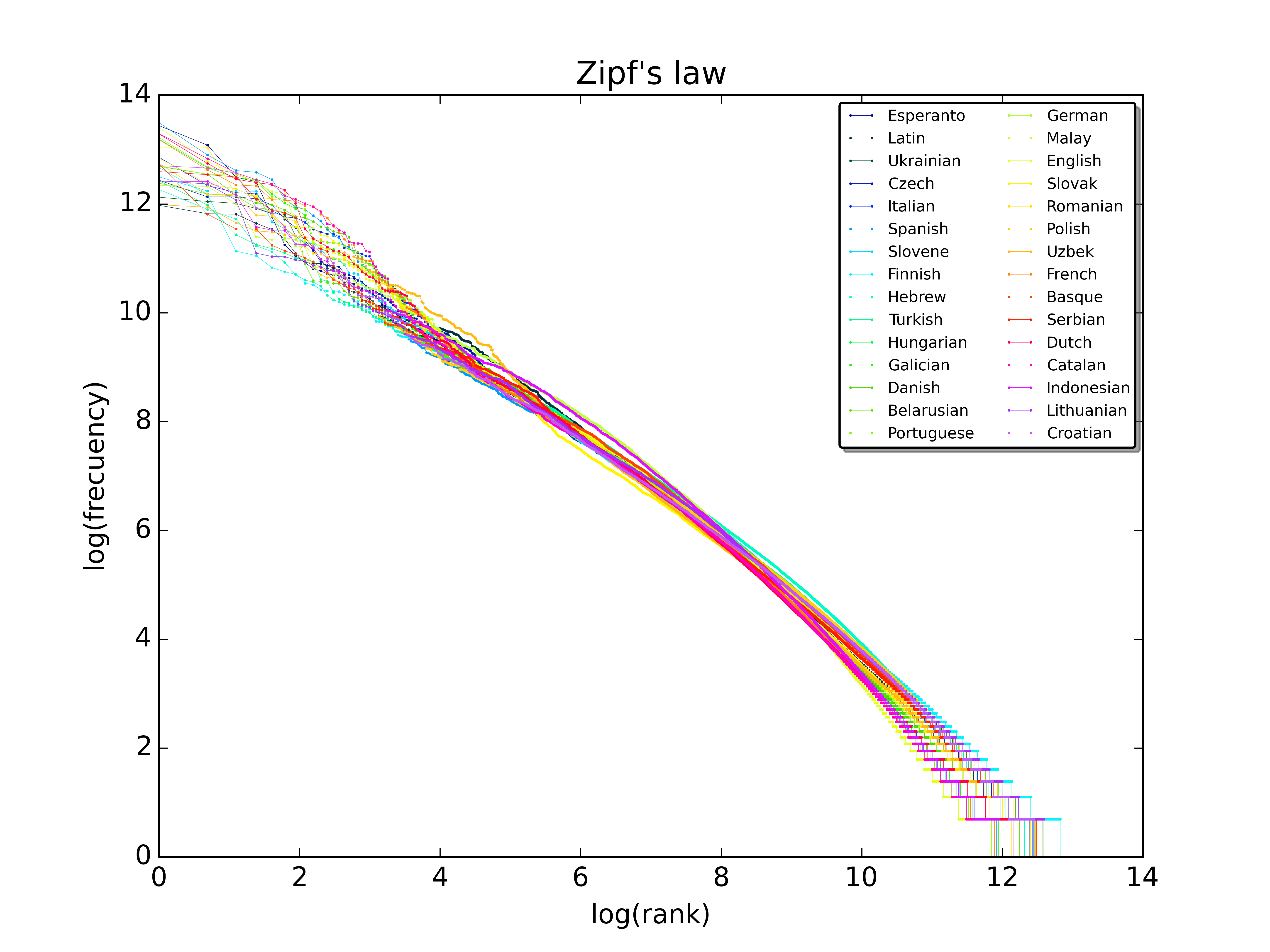
Freqüència d'aparició de cada paraula segons la seua posició en el rang de major a menor volum. Primers 10 milions de paraules per a 30 Wikipedies. Escala log-log. Octubre de 2015.

La llei de Zipf és una constant estadística que va néixer al camp del vocabulari de les llengües naturals i s'ha aplicat posteriorment a altres camps. Preveia una relació entre les paraules més comunes i el nombre de vegades que apareixien respecte a les altres, de manera que la paraula més freqüent apareix el doble de vegades que la següent, triple de vegades que la tercera, i així successivament en una correlació inversa entre freqüència d'aparició i rang ocupat en l'ordre d'aparicions de la paraula. Aquesta llei de proporcionalitat existeix en la majoria de les llengües naturals analitzades, i també en esperanto. El nom prové del seu creador, el lingüista Kingsley Zipf.
La llei de Zipf ha tingut aplicacions en fets socials, com la correlació inversa entre el nombre d'habitants de les ciutats d'un país i l'ordre que ocupa la ciutat pel seu volum poblacional. Així, la ciutat més gran té el doble d'habitants que la segona ciutat més poblada, i el triple que la tercera, i així successivament.